# Heinkel He 45
Heinkel He 45 byl německý jednomotorový dvouplošný dvoumístný průzkumný a bombardovací letoun. Jeho vývoj začal tajně v roce 1931 paralelně s typem Heinkel He 46.

## Vývoj
První ze tří prototypů He 45a (D-2477), poháněný řadovým dvanáctiválcovým kapalinou chlazeným motorem BMW VI o vzletovém výkonu 441 kW, poprvé vzlétl na jaře 1932. Neozbrojený prototyp smíšené konstrukce byl po zkušebních letech předán do letecké školy v Schleissheimu.
V roce 1932 byl testován také druhý prototyp He 45b, který se od prvního odlišoval kulometem MG 17 ráže 7,92 mm střílejícím okruhem vrtule. Umístěn byl na pravé straně horního krytu motoru. Pod trupem mohl být zavěšen pumový náklad do 200 kg.
V roce 1933 byla zahájena sériová výroba typu, přičemž sériové letouny měly instalován motor BMW VI o vyšším výkonu (660 k). První sériová varianta He 45A plnila především cvičné úkoly.
Následující varianta He 45B, vyráběná od roku 1933, už byla vyzbrojena dvojicí kulometů a mohla nést až 300 kg pum (200 kg na závěsnících a 100 kg v pumovnici). Sériová výroba typu, který byl jeden čas nejpočetnějším letounem Luftwaffe, probíhala i ve firmách Arado, Gotha a Bayerische Flugzeugwerke.
Model He 45 C byl vybaven silnějším motorem BMW VI 7,3 o výkonu 750 k a další kulomet MG 15 ráže 7,92 mm umístěný na lafetě v zadní kabině.
Čtveřice letounů He 45 (imatrikulace D-ITIN, D-ITZA, D-IVAZ a D-IZEO) sloužila ke zkouškám motoru Daimler-Benz DB 600. Stroje byly vybaveny novým podvozkem. He 45 (D-IDAQ) zase posloužil ke zkouškám s kapalinou chlazeným motorem BMW 116.
V létě roku 1936 byla výroba typu ukončena.

## Operační nasazení
Průzkumná jednotka A/88 německé Legie Condor, působící na frankistické straně ve španělské občanské válce, používala od listopadu 1936 šest letounů He 45C pro průzkum. Od ledna 1937 již byla tato jednotka ve Španělsku vybavena celkem 21 He 45. V březnu začaly být stroje předávány frankistickému letectvu a byla jimi vyzbrojena jednotka 1-G-10 pod velením kapitána F. Iglesiase v Leónu. V červnu 1937 byla vytvořena samostatná jednotka 6-G-15 bojující u Brunete. Během bojů byly dva letouny, přezdívané španělskými letci „Pavo“, sestřeleny protiletadlovou obranou. Po převelení He 45 na severní frontu nacionalisté ztratili dalších pět letounů.
V roce 1936 zakoupilo Bulharsko 12 exemplářů He 45 C, které zde obdržely název „Širkel“. Zařazeny byly do výzbroje 3. průzkumné a bombardovací jednotky. Po zakoupení československých strojů Letov Š-328 byly Širkely předány do školy navigátorů.
Šest strojů He 45 maďarského letectva bylo zařazeno do II. strategické průzkumné letky a od roku 1941 pak sloužily v leteckých školách.
He 45 byl z Luftwaffe postupně vyřazován a ke dni 31. srpna 1939 jím byla částečně vybavena pouze 4.(H)/21 a v dalších čtyřech letkách 4.(H)/12, 5.(H)/13, 4.(H)/23 a 4.(H)/31 létaly jen jednotlivé tříčlenné roje He 45. V leteckých školách ovšem sloužily až do konce války a od podzimu 1942 byly také bojově nasazeny na východní frontě v tzv. Störkampfstaffeln.

## Specifikace (He 45C)

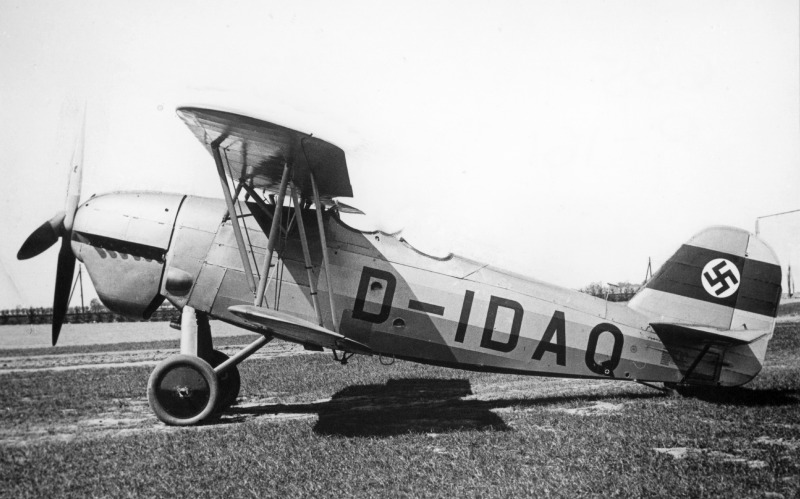
He 45 (D-IDAQ)

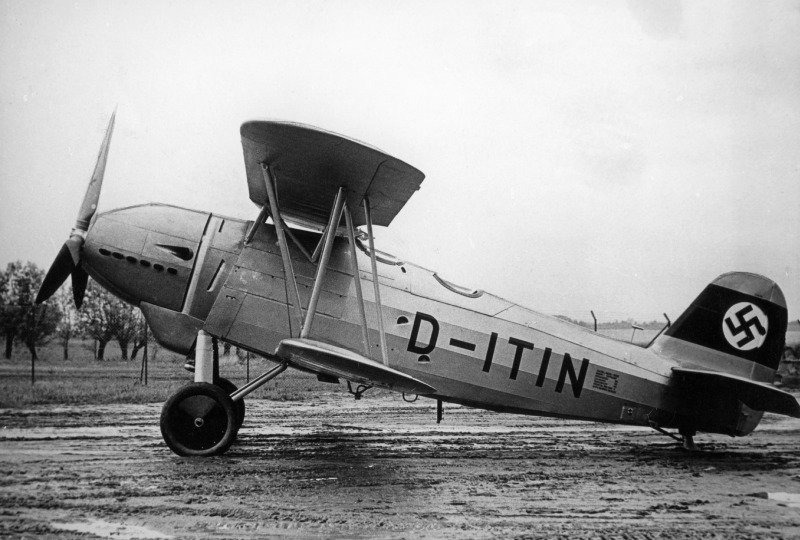
He 45 (D-ITIN)

### Technické údaje
- Osádka: 2
- Rozpětí:
  - Horní křídlo: 11,5 m
  - Dolní křídlo: 10 m
- Délka: 10,6 m
- Výška: 3,6 m
- Hmotnost prázdného letounu: 2105 kg
- Max. vzletová hmotnost: 2745 kg
- Pohonná jednotka: 1 × kapalinou chlazený vidlicový dvanáctiválec BMW VI 7,3
  - Výkon motoru: 750 k (551,6 kW)

### Výkony
- Maximální rychlost: 290 km/h
- Cestovní rychlost: 220 km/h
- Dostup: 5500 m
- Dolet: 1200 km

### Výzbroj
- 1 × pevný synchronizovaný kulomet MG 17 ráže 7,92 mm
- 1 × pohyblivý kulomet MG 15 ráže 7,92 mm
- až 300 kg pum (z toho 200 kg na závěsnících, pumovnice pojmula 10× pum o hmotnosti 10 kg)